# 塞貝格
塞貝格是瑞士的城鎮，位於該國中西部，由伯恩州負責管轄，面積15.75平方公里，六成土地是農業用地，海拔高度495米，2011年人口1,400，人口密度每平方公里89人。